# Cerbalus verneaui
Cerbalus verneaui là một loài nhện trong họ Sparassidae.
Loài này thuộc chi Cerbalus. Cerbalus verneaui được Eugène Simon miêu tả năm 1889.